# V354 Cephei
A V354 Cephei egy vörös szuperóriás csillag a Tejútrendszerben, a Cepheus csillagképben. Ez egy szabálytalan változó, ami körülbelül 9000 fényévnyire található a Naptól, és jelenleg ezt tartják az egyik legnagyobb ismert csillagnak. Becslések szerint az átmérője 1520-szorosa a Napénak, vagy 1 060 000 000 km. Feltéve, hogy a becsült méret helyes, ha a Naprendszer középpontjába képzelnénk, akkor a kiterjedése (7 cse) a Jupiter és a Szaturnusz pályája között lenne.